# Sharpsburg (Pensilvania)
Sharpsburg es un borough ubicado en el condado de Allegheny en el estado estadounidense de Pensilvania. En el año 2000 tenía una población de 3.594 habitantes y una densidad poblacional de 2,312.8 personas por km².

## Geografía
Sharpsburg se encuentra ubicado en las coordenadas 40°29′43″N 79°55′44″O / 40.49528, -79.92889.

## Demografía
Según la Oficina del Censo en 2000 los ingresos medios por hogar en la localidad eran de $22,828 y los ingresos medios por familia eran $30,500. Los hombres tenían unos ingresos medios de $27,396 frente a los $22,238 para las mujeres. La renta per cápita para la localidad era de $15,698. Alrededor del 16.6% de la población estaba por debajo del umbral de pobreza.